# Pool of Radiance: Ruins of Myth Drannor
Pool of Radiance: Ruins of Myth Drannor è un videogioco di ruolo pubblicato da Ubisoft e sviluppato da Stormfront Studios nel 2002. È il seguito di Pool of Radiance del 1988. Completamente in computer grafica 3D, è basato sulle regole ufficiali di Dungeons & Dragons 3ª edizione.